# Institut national polytechnique en France
 (mars 2022).
Pour les articles homonymes, voir INP.
Cet article possède un paronyme, voir Institut polytechnique national.
En France, les instituts nationaux polytechniques (INP) sont des établissements publics à caractère scientifique, culturel et professionnel (EPSCP).

## Le statut juridique
Les INP sont des EPSCP  « assimilés aux universités ». À la différence de celles-ci, ils sont constitués uniquement d'écoles. L'admission en premier cycle est par conséquent nécessairement sélective.
Le statut est créé en 1969, à la suite de la loi Faure et du changement de statut des écoles nationales supérieures d’ingénieurs. Les trois instituts créés la même année sont :
- l’institut national polytechnique de Grenoble (Grenoble INP), qui est devenu un grand établissement sous le nom d'Institut polytechnique de Grenoble en mars 2007[3] ;
- l’institut national polytechnique de Lorraine (Lorraine INP), qui a fusionné avec les universités de Nancy et de Metz pour créer le grand établissement Université de Lorraine en janvier 2012[4] ;
- l’institut national polytechnique de Toulouse (Toulouse INP), qui a gardé à ce jour ce statut. Un projet de transformation en Toulouse Centrale Institut a été annoncée en 2022[5], instruit de septembre 2022 à mai 2023 et refusé par le Conseil d'Administration le 22 mai 2023 [6]. L'instruction de ce projet se poursuit néanmoins au sein de l'ENSEEIHT ;

Le fonctionnement des INP est régi par le code de l'éducation modifié par la loi LRU en 2007. Les écoles internes qui les composent sont créées sur le fondement de l’article L. 713-9 du Code de l'éducation (article 33 de la loi Savary n°84-52 du 26 janvier 1984,,, avant sa codification).
Les règles de fonctionnement et d’organisation des INP sont strictement identiques à celles des universités. Ils sont dirigés par un président élu par les personnels et étudiants membres du Conseil d'Administration, pour un mandat de 4 ans renouvelable une fois. Il désigne les membres extérieurs du Conseil d'Administration. Il préside les trois conseils (conseil d’administration, conseil des études et de la vie universitaire, conseil scientifique).

## Groupe INP
Le « groupe INP » est une association créée le 5 novembre 2014. Il est composé des 3 INP « historiques », et de l’institut polytechnique de Bordeaux (Bordeaux INP), créé sur ce modèle comme grand établissement en avril 2009.
Il devient le premier réseau français d'écoles d'ingénieurs avec 34 écoles d'ingénieurs, 99 laboratoires de recherche, et 2100 enseignants-chercheurs pour environ 21 500 étudiants dont 2400 doctorants en 2019.
En 2021, la création de l’Institut national polytechnique Clermont Auvergne (Clermont Auvergne INP), qui devient le cinquième INP, renforce le groupe. 
En 2025, le groupe INP est composé de 6 établissements : 
- Grenoble INP ;
- Lorraine INP ;
- Toulouse INP ;
- Bordeaux INP ;
- Clermont Auvergne INP ;
- et Bretagne INP.

| Identité            | Période       | Période   |
| Identité            | Début         | Fin       |
| ------------------- | ------------- | --------- |
| Brigitte Plateau    | 2014          | 2016      |
| Olivier Simonin (d) | 2016          | 2020      |
| Pascal Triboulot    | novembre 2020 | juin 2023 |

Les écoles du groupe INP peuvent être intégrées sur concours via le Concours Commun des Instituts Nationaux Polytechniques (CCINP) à l'issue de deux années de classes préparatoires (PT, MP, MPI, PC, PSI, TSI et TPC), après deux années de Cycle Préparatoire Intégré "Prépa des INP" ou après trois années de Bachelor Universitaire de Technologie (BUT) dans différentes spécialités (sur dossier et entretien). 